# Stanleytown
Stanleytown – jednostka osadnicza w Stanach Zjednoczonych, w stanie Wirginia, w hrabstwie Henry.